# Operace Hush
Operace Hush byla plánovaným vyloděním britských jednotek na belgickém pobřeží v roce 1917 během první světové války. Měla být podpořena útokem z Nieuwpoortu a z předmostí řeky Yser, u kterých se roku 1914 odehrála bitva. V letech 1915 a 1916 vzniklo a bylo zvažováno několik plánů, ty však byly kvůli jiným operacím odloženy. Operace měla začít souběžně s třetí bitvou u města Ypry, hlavní ofenzivou, která postupovala k městům Roeselare, Koekelare a Torhout. Mezi tím měla postupovat kupředu i francouzská a belgická armáda.
Němci provedli útok Unternehmen Strandfest (česky operace Plážová párty), jehož úkolem bylo zmást Spojence. Provedl jej 10. července německý námořní sbor. Němci zde poprvé použili hořčičný plyn a byli podporováni těžkým dělostřelectvem. Podařilo se jim dobýt část předmostí u Yseru a vyhladit dva britské pěší prapory. Dne 14. října 1917 byla operace Hush po několika odloženích oficiálně zrušena, protože postup u Yper nesplňoval cíle potřebné k jejímu zahájení.
V dubnu 1918 vpadlo komando Dover Patrol do vesnice Zeebrugge, aby v kanálu potopilo lodě a uvěznilo tak německé ponorky. Na krátkou dobu byl kanál uzavřen. Od září do října 1918, během páté bitvy u Yper, bylo belgické pobřeží okupováno Spojenci.